# 證果
證果、證等或证得（或）簡稱證，佛教術語，為證量之一種，指依照佛法，悟入涅槃，并證得果位成就。称为證悟（义为证得菩提）者，是指证得最高果位。
證悟和開悟的區別在於開悟不一定證果，證悟是開悟并證果。對於聲聞、緣覺二乘行者而言，是親證四向四果或辟支佛果。對於大乘佛教行者來說，是親證了悟眾生本有的常住真心，並得佛果（多指成正觉佛果）。

## 概述
證悟，又譯為證菩提、悟道，指的就是成就解脫生死（這是修行的最高目的）的涅槃果位。因為佛教認為對於同樣能夠解脫生死、但在相關內容（例如在其他能力）上有所差異的不同修行目標而言，相應有著不同性質的果位。在大乘（指菩薩乘方面而言，因為以成佛為修行目標，意義上較宏大）和二乘（聲聞乘、緣覺乘）方面有不同的認知。聲聞乘修行者是為了證悟阿羅漢果，故其證得阿羅漢時即爲“證悟”；而緣覺乘修行者在無佛法之世所證悟的是辟支佛果而為辟支佛；菩薩乘修行者則以證悟佛果而成佛為目標，一旦在未來得到佛果位，對其而言即稱爲“證悟”。大乘佛教的教義主要是以成佛為修行目標，所以對大乘修行者自身而言，認為其成佛之時才是其證悟得道之時。在佛教教義中，佛教徒選擇發心修佛或發心修阿羅漢，將是不同的修行方向。不過大乘佛教對於全體佛教界中其他以修阿羅漢果為目標的修行人若是成功證得阿羅漢，觀念上也會認為對方證（阿羅漢）果。換言之，依照不同修行者替自己設定的不同修行目標，於其修行目標達標時，即稱為其證悟之時。

## 三乘菩提的證悟
在《解深密經》裡，佛曰：「諸聲聞乘種性有情。亦由此道此行跡故。證得無上安隱涅槃。諸獨覺乘種性有情。諸如來乘種性有情。亦由此道此行跡故。說得無上安隱涅槃。一切聲聞獨覺菩薩。皆共此一妙清淨道。皆同此一究竟清淨。更無第二。我依此故。密意說言唯有一乘。」 佛在《妙法蓮華經》中也云: 「諸佛如來但教化菩薩，諸有所作常為一事，唯以佛之知見示悟眾生。舍利弗！如來但以一佛乘故為眾生說法，無有餘乘若二若三。」 。 
佛一再的說明唯一佛乘，三乘都是從中而生，故實無分別。但還有「緣覺」種性、「聲聞」種性之施設，是因為緣覺種性以及聲聞種性之行者為了畏懼生死的輪迴、畏懼因為愛著這世間種種欲樂而在生死大海裡流轉不息，甚或悲心薄弱，對於護念眾生、救護眾生脫離生死苦海無大欣樂；所以這些行者的修行目的是證得蘊處界虛妄不實、是苦、是空、是無常、是無我，斷我見、我執捨報後入無餘涅槃，再也不在三界中輪迴；這二乘行者不以證悟生命本源實相心為標的。 而只有證悟生命本源實相心者，才能成辦究竟佛果。
由此可知大乘所證悟，不共二乘（“不共”義爲與他者不共有、独有他无），但大乘行者卻了知二乘修證的内涵。然而大乘行者為了悲願故，繼續乘愿入輪迴救度眾生，在成佛之道上修諸種種功德。

### 聲聞乘所修證
聲聞乘主修解脫道，乃是要解脫於三界之煩惱與繫縛，即是修除對三界法之貪著，即為斷除我見及我執；而要修除煩惱，即要先「見道」——得法眼淨，現觀五陰、十八界法乃無常、虛妄法，無有一真實不壞、常住之我，是為斷我見 ，即是聲聞乘之證悟，以證悟阿羅漢果為最終目標，其跟佛果與辟支佛果的覺悟性質相比，阿羅漢果的證悟為一般的覺悟（巴利語：Bodhi）。
聲聞乘行者主要藉由聽聞佛陀之開示與教導：五陰、十八界虛妄，再修四聖諦、四念住、八正道等，而覺悟到一切有情眾生之無我性，現觀蘊處界之空相，皆是無常、苦、空、無我，進而斷除我見及我執，從初果至四果所斷之煩惱如下：
初果須陀洹所斷為三縛結，即我見、疑見、戒禁取見。
二果斯陀含所斷為減少欲界貪，使貪、瞋、癡淡薄，亦名為薄貪瞋癡。
三果阿那含所斷為五下分結，即我見、戒禁取見、疑見、欲界貪、瞋恚。
四果阿羅漢所斷為五上分結，即無明、掉舉、慢、色界貪、無色界貪。
由是而證聲聞初果乃至四果，證慧解脫或俱解脫之有餘涅槃，捨報時入無餘涅槃，因而解脫三界分段生死，是為聲聞菩提之所修證。而聲聞菩提修證之關鍵，主要在於斷除我見，然斷我見之關鍵，即是現觀五陰、十八界之虛妄不實，並相信佛語，將五陰、十八界滅除後進入涅槃境界。涅槃境界並非是斷滅、空無一物的狀態，涅槃境界中仍有本際獨存，而該本際真實寂靜；若不承認本際的存有，將使涅槃成為虛妄，而落入斷見、斷滅空，而非處於不斷不常的中道之中。
若斷我見，即能斷三縛結，成證聲聞初果須陀洹，鈍根者最遲能於七次人天往返後取證涅槃，成就聲聞極果。

### 緣覺乘所修證
緣覺乘修行成功時所證悟的是辟支佛果，辟支佛果的覺悟性質是（因為無師自通）獨自證悟的覺悟（巴利語：Sam-bodhi）。緣覺乘的修證是依三世、十二因緣的觀行而成就因緣覺
，因緣覺可分為兩大類
，一是聲聞弟子聽聞如來開示因緣法
，弟子聞法如理思維觀察而證成緣覺果

，一是如來弟子聽聞如來開示因緣法
，樂求緣覺法發起緣覺菩提心
，在佛座下不證聖果，於無佛之世自覺自證得緣覺極果成為辟支佛
，一般人多以辟支佛的獨自證悟代表緣覺乘
，然而佛世阿羅漢大多已證得因緣覺了
。
一切辟支佛都是過去諸佛的弟子

，諸佛的聲聞弟子有四種解脫果，初果（七來）、二果（一來）、三果（不來）、四果，其中初果和二果人在佛示現涅槃以後，佛的正法滅盡了，這些佛弟子的天身壽命盡時，就從欲界天回到人間受生，由於過去修道的功德力，將令他們證悟因緣法。
這些過去佛的弟子，由於過去修道證果的功德力故
，即使人間沒有如來示現，也一定會有因緣修行
，由於曾經隨過去佛薰習四聖諦、十二因緣法的緣故，這些辟支佛種性的佛弟子，於種種因緣出家、學道、修清淨梵行，由於人間苦樂參半，八苦容易相應，常常軆會這個五陰的無常、苦、不可依怙的本質。
也由於過去修道功德力故，於是他們會如理觀察一切老、病、死…種種苦，都是因為有『生』這個法的緣故，我的色身出生了，所以我才會面臨老、病、死等苦；那『生』這個法又是如何出現的呢？他會如理觀察一切『出生』的法，都是因為有『有』這個法，因為我的母親懷有我的胎身，所以我的胎身成熟時就一定會生下來。
那『有』這個法又是如何出現的呢？他會如理觀察一切『有胎』的法，都是因為有『取』這個法，因為我取了母親胎中的種子，才會成就我在母親懷中的胎身。
那『取』這個法又是如何出現的呢？他會如理觀察一切『取胎』的法，都是因為有『愛』這個法，因為我對欲的貪愛，以至於我的父母正在和合時，我貪愛這個境界，於是才會因無知貪愛而取了母親體內的精血種子。
那『愛』這個法又是如何出現的呢？他會如理觀察此『貪愛』的法
，都是因為有『受』這個法，因為在這欲愛之法中我有覺受，而我貪此覺受韻味故有愛。
那『受』這個法又是如何出現的呢？他會如理觀察一切『覺受』的法，都是因為有『觸』這個法，在這欲愛之法中因為我有所觸，乃至因『接觸』而出生覺受與貪愛。
那『觸』這個法又是如何出現的呢？他會如理觀察此『接觸』的法
，都是因為有『六入』法，因為我的身根能接觸觸塵，乃至我的眼根能接觸我父母和合境界的色塵故，所以因觸生受生愛故取。
那『六入』法又是如何出現的呢？他會如理觀察此『六入』的法，都是因為有『名色』的緣故，因為我具足名身與色身的緣故，所以具足內六入，有了內六入接觸外六入，於是有六入觸、六入受、六入愛等，此皆因為有名色的緣故。
那『名色』法又是如何出現的呢？他會如理觀察此『名色』法，都是因為有『識』出生名色

，有『識』執持名色，名色出生後具足六入、六觸、六受、六愛而分別造作貪求此欲愛之法，乃取於胎身，寄身我母胎中，出生乃至今日受諸苦處，正觀察皆因有此『識』也。
那此『識』又是如何出現的呢？他如理思維觀察此『入胎識』已，發現出生之法到此『識』為止！如果此『識』有所出生，即落入『斷滅論』

，落入『斷滅論』中因果關係即不能成立，先前的推求即不能成立
，所以『識』並非有生之法，至此已竟無法再超越此『識』了
！
於是他再如理思維觀察，由於見到我的父母和合，起『無明』顛倒想，貪愛渴求這個境界，於是身口意『行』參與造作，在無明中而取母親胎中精血種子而不自知，而由於此『識』的執持，我的名色在母胎中增長，然後出生、具足六入、觸、受、愛、取、有、生，乃至於又有我再一世之名色身受老、病、死等苦，依此識故而名色轉；依此名色故而識轉

，三世輪轉無有休息！
緣覺行者將繼續思惟：如何才能中止這樣的輪轉而解脫呢？他再如理思維觀察，如果我沒有『無明』，不貪愛、渴求『欲事』，在見到我父母和合的境界下不起顛倒想，由於我不起顛倒想故，我的身口意行將不再參與此和合境界之『欲事』，因此『識』就沒有因緣出生我現在的名色

，乃至六入、觸、受、愛、取、有、生，也不會再出生我以後的名身色身受老、病、死等苦，此法皆無

者我即解脫不受後有也！
他如此順、逆推求，反復觀察，如理思維，因此他決定精進，修不放逸行，乃至自知不受後有，證得因緣覺的極果『辟支佛』果，由於此人在無佛世時獨自覺悟，自知自證此三世、十二因緣，因此又稱為獨覺。

### 大乘所證悟
大乘（菩薩乘）修行成功時所證悟的是佛果，佛果的覺悟性質是（因為掌握了辟支佛與阿羅漢不及的知智的）全面且（因為無師自通的）獨自證悟的覺悟（巴利語：Samma-sam-bodhi）。目標為成佛的菩薩乘，其修行乃為解脫輪迴生死，而生死之本源卻由於不明眾生本有之常住真心，因而捨卻本不生滅、本來常住之真心，捨卻其本性清淨之真體，貪取有生有滅之妄心，因而生諸妄想，對境不如理作意，認妄為真、捨本逐末，而流轉生死，此皆肇因於對常住真心與其性淨明體之不知，故明此真實心乃為修行之首要。
《楞嚴經》云：「一切眾生從無始來生死相續，皆由不知常住真心、性淨明體，用諸妄想；此想不真，故有輪轉。」。所以大乘修行者的證悟，便是實際親證悟明「超過一切尋思境相」、「不可言說」、「不墮雜染」、「離一異性相」的勝義諦真如心、又名阿賴耶識、阿陀那識、如來藏也。